# Tai chi (dokumentarfilm)
|  | Denne artikel er oprettet af botten Steenthbot ud fra en ekstern database. Den kan derfor have sproglige fejl eller mangler. Denne skabelon kan fjernes efter kontrol af indholdet. |

Tai chi er en dansk dokumentarfilm fra 1985 instrueret af Rigmor Kubiak Rasmussen.

## Handling
SAND, VAND OG PERLEMOR 1. proces: Videooptagelser af Tai Chi, længde 13 min. 2. proces: Diasshow (162 slides affotograferet fra Tai Chi-videoen) som indgik i et rumprojekt i Pakhuset på Langelinie under Fools Festival. 3. proces: Videooptagelser af rumkunsten, længde 7 min. Et spændende og tankevækkende meditationsprogram.